# Bongani Khumalo
Bongani Sandile Khumalo, född 6 januari 1987, är en sydafrikansk fotbollsspelare (försvarare) som spelar för Bidvest Wits och det sydafrikanska landslaget.
Han gjorde sin landslagsdebut den 11 mars 2008.